# Великая Чернявка
Великая Чернявка (укр. Велика Чернявка) — село на Украине, основано в 1620 году, находится в Попельнянском районе Житомирской области.
Код КОАТУУ — 1824781802. Население по переписи 2001 года составляет 305 человек. Почтовый индекс — 13530. Телефонный код — 4137. Занимает площадь 1,779 км².

## Адрес местного совета
13530, Житомирская область, Попельнянский р-н, с. Ерчики, ул. Шевченко, 16